# Lo Brinhon
Le Brignon és un municipi francès situat al departament de l'Alt Loira i a la regió d'Alvèrnia-Roine-Alps. L'any 2007 tenia 576 habitants.

## Demografia

### Població
El 2007 la població de fet de Le Brignon era de 576 persones. Hi havia 231 famílies de les quals 68 eren unipersonals (32 homes vivint sols i 36 dones vivint soles), 60 parelles sense fills, 83 parelles amb fills i 20 famílies monoparentals amb fills.
La població ha evolucionat segons el següent gràfic:
Habitants censats

### Habitatges
El 2007 hi havia 399 habitatges, 232 eren l'habitatge principal de la família, 126 eren segones residències i 40 estaven desocupats. 394 eren cases i 4 eren apartaments. Dels 232 habitatges principals, 188 estaven ocupats pels seus propietaris, 36 estaven llogats i ocupats pels llogaters i 9 estaven cedits a títol gratuït; 10 tenien dues cambres, 44 en tenien tres, 97 en tenien quatre i 81 en tenien cinc o més. 187 habitatges disposaven pel capbaix d'una plaça de pàrquing. A 97 habitatges hi havia un automòbil i a 103 n'hi havia dos o més.

### Piràmide de població
La piràmide de població per edats i sexe el 2009 era:
| Homes | Edats   | Dones |
| ----- | ------- | ----- |
| 0     | 95 o +  | 0     |
| 0     | 90 a 94 | 4     |
| 16    | 85 a 89 | 4     |
| 4     | 80 a 84 | 0     |
| 8     | 75 a 79 | 8     |
| 20    | 70 a 74 | 28    |
| 28    | 65 a 69 | 16    |
| 12    | 60 a 64 | 24    |
| 12    | 55 a 59 | 4     |
| 4     | 50 a 54 | 16    |
| 32    | 45 a 49 | 16    |
| 20    | 40 a 44 | 20    |
| 16    | 35 a 39 | 20    |
| 24    | 30 a 34 | 24    |
| 12    | 25 a 29 | 4     |
| 8     | 20 a 24 | 16    |
| 24    | 15 a 19 | 24    |
| 36    | 10 a 14 | 8     |
| 16    | 5 a 9   | 16    |
| 8     | 0 a 4   | 12    |

## Economia
El 2007 la població en edat de treballar era de 341 persones, 242 eren actives i 99 eren inactives. De les 242 persones actives 222 estaven ocupades (129 homes i 93 dones) i 20 estaven aturades (9 homes i 11 dones). De les 99 persones inactives 28 estaven jubilades, 38 estaven estudiant i 33 estaven classificades com a «altres inactius».

### Ingressos
El 2009 a Le Brignon hi havia 239 unitats fiscals que integraven 599,5 persones, la mediana anual d'ingressos fiscals per persona era de 12.752 €.

### Activitats econòmiques
Dels 19 establiments que hi havia el 2007, 2 eren d'empreses extractives, 1 d'una empresa alimentària, 3 d'empreses de construcció, 2 d'empreses de comerç i reparació d'automòbils, 2 d'empreses de transport, 3 d'empreses d'hostatgeria i restauració, 1 d'una empresa financera, 1 d'una empresa immobiliària, 2 d'empreses de serveis, 1 d'una entitat de l'administració pública i 1 d'una empresa classificada com a «altres activitats de serveis».
Dels 4 establiments de servei als particulars que hi havia el 2009, 1 era una oficina bancària, 2 fusteries i 1 restaurant.
Dels 2 establiments comercials que hi havia el 2009, 1 era una botiga de menys de 120 m² i 1 una fleca.
L'any 2000 a Le Brignon hi havia 60 explotacions agrícoles que ocupaven un total de 2.752 hectàrees.

## Equipaments sanitaris i escolars
El 2009 hi havia una escola elemental.

## Poblacions més properes
El següent diagrama mostra les poblacions més properes.